# Finn Christian Jagge
Finn Christian Jagge, né le 4 avril 1966 à Oslo et mort le 8 juillet 2020 dans la même ville, est un skieur alpin norvégien, champion olympique de slalom en 1992 à Albertville.

## Biographie
Finn Christian Jagge est le fils de Finn Dag Jagge (no) et de Liv Jagge-Christiansen (no). Sa mère Liv a participé en ski alpin aux Jeux olympiques d'hiver 1960 et 1964 et a été plusieurs fois championne de Norvège de tennis. Il a grandi à proximité du Kirkerudbakken (no) et il a étudié à l'école Bjørnegård (no). 
Il a commencé le ski très jeune et il a également joué au tennis durant son enfance. A l'adolescence, Finn Christian Jagge pratique également la gymnastique, le patin à glace, le football et la voile, en complément du ski et du tennis.
Il atteint le sommet de sa carrière à 24 ans, le 22 février 1992 aux Ménuires en devenant champion olympique de slalom. Meilleur temps de la première manche, il parvient à détrôner Alberto Tomba, vainqueur du slalom géant quatre jours plus tôt, et face à qui il conserve un avantage de 28 centièmes de seconde en bas du deuxième tracé.  En 1992, il obtient la médaille d'or de l'Aftenposten. En 1993, un timbre (en) est émis à son effigie.
Il prend 96 départs en Coupe du monde, disputant sa première course à Åre le 23 février 1986, obtient 17 podiums et totalise sept victoires dans sa discipline. Il obtient son dernier succès lors de la saison 1999-2000, en s'imposant dans le slalom de Madonna di Campiglio, et dispute son ultime course le 9 mars 2000 à Schladming. Il participe également à huit éditions des championnats du monde entre 1985 et 1999, en slalom et en combiné, sans obtenir de résultat significatif.
'
Il a étudié à NTG Bærum (no),. Il participe à plusieurs émissions télévisées. En 2000, il participe à Den store klassefesten (en). Puis, en 2007, il participe à l'émission Skal vi danse (no), en 2011 à l'émission Mesternes Mester (no) et à Hvem kan slå Aamodt og Kjus? (no). Enfin, il participe aux émissions culinaires 4-stjerners middag (no) et 4-stjerners reise (no).
En 2009, il devient le directeur du développement commercial de la société Ludo Mobil (no) dirigée par Idar Vollvik (no). 
Il passe les dernières années de sa vie avec sa famille à Malmøya (en) et il meurt en juillet 2020 d'une longue maladie.

## Palmarès

### Jeux olympiques
| Épreuve / Édition | Calgary 1988 | Albertville 1992 | Lillehammer 1994 | Nagano 1998 |
| Descente          | 35e          |                  |                  |             |
| Super G           | DNF          |                  |                  |             |
| Slalom Géant      | DNF          |                  |                  |             |
| Slalom            | DNF          | Or               | 6e               | 7e          |
| Combiné           | 9e           |                  |                  | DNF         |

### Championnats du monde
| Épreuve / Édition | Bormio 1985 | Crans-Montana 1987 | Vail 1989 | Saalbach 1991 | Morioka 1993 | Sierra Nevada 1996 | Sestrières 1997 | Vail 1999 |
| Slalom            | 15e         | -                  | 13e       | 8e            | 7e           | DNF                | 13e             | 18e       |
| Combiné           | -           | 7e                 | -         | -             | -            | 8e                 | 8e              | -         |

### Coupe du monde
- Meilleur résultat au classement général : 14e en 1992
- 7 victoires : 7 en Slalom.

#### Différents classements en coupe du monde
| Saison / Épreuve | Saison / Épreuve | Général | Général | Slalom | Slalom | Combiné | Combiné |
| ---------------- | ---------------- | ------- | ------- | ------ | ------ | ------- | ------- |
| Saison / Épreuve | Saison / Épreuve | Class.  | Points  | Class. | Points | Class.  | Points  |
| 1986             | 1986             | 80e     | 11      | 38e    | 11     | -       | -       |
| 1987             | 1987             | 76e     | 7       | 31e    | 7      | -       | -       |
| 1988             | 1988             | 76e     | 11      | 30e    | 11     | -       | -       |
| 1991             | 1991             | 61e     | 11      | 21e    | 11     | -       | -       |
| 1992             | 1992             | 14e     | 533     | 3e     | 533    | -       | -       |
| 1993             | 1993             | 72e     | 90      | 20e    | 90     | -       | -       |
| 1994             | 1994             | 22e     | 389     | 4e     | 389    | -       | -       |
| 1995             | 1995             | 40e     | 194     | 13e    | 194    | -       | -       |
| 1996             | 1996             | 29e     | 256     | 7e     | 256    | -       | -       |
| 1997             | 1997             | 16e     | 424     | 3e     | 374    | 9e      | 50      |
| 1998             | 1998             | 23e     | 353     | 4e     | 353    | -       | -       |
| 1999             | 1999             | 16e     | 386     | 3e     | 386    | -       | -       |
| 2000             | 2000             | 44e     | 180     | 15e    | 180    | -       | -       |

#### Détail des victoires
| Saison / Épreuve | Slalom                  | Total |
| 1992             | Madonna di Campiglio    | 1     |
| 1994             | Kranjska Gora           | 1     |
| 1997             | Vail                    | 1     |
| 1998             | Sestrières              | 1     |
| 1999             | Sestrières Ofterschwang | 2     |
| 2000             | Madonna di Campiglio    | 1     |
| Total            | 7                       | 7     |